# Lijst van taalfamilies
Dit is een lijst van taalfamilies en -groepen. De indeling van talen is onderwerp van voortdurend debat, dus niet alle vermelde taalfamilies zijn onomstreden. Rechts van de taalfamilies zijn de grotere taalfamilies vermeld waar zij deel van uitmaken. Deze lijst is niet compleet, voel je vrij om er taalfamilies aan toe te voegen.
Voor afzonderlijke talen, zie Lijst van talen van de wereld.

## A
- Abchazisch-Adygese taalfamilie - hoofdfamilie
- Abchazisch-Abazijnse groep → Abchazisch-Adygese taalfamilie
- Aegeïsche taalgroep - hoofdgroep, hypothetisch
- Afro-Aziatische taalfamilie - hoofdfamilie
- Algische talen - hoofdfamilie
- Algonkische talen → Algische talen
- Altaïsche talen - hoofdfamilie, omstreden
- Amerindische talen - hypothetisch
- Anatolische talen → Indo-Europese talen
- Andes-Equatoriale talen - hoofdfamilie
- Arawaktalen - hoofdfamilie
- Atayalische talen → Austronesische talen
- Athabaskische talen → Athabaskisch-Eyaktalen → Na-Denétalen
- Atlantische Congotalen → Niger-Congotalen
- Austrische talen - hypothetisch
- Austroaziatische talen - hoofdfamilie
- Austronesische talen - hoofdfamilie

## B
- Bali-Sasaktalen → Malayo-Polynesische talen → Austronesische talen
- Balkanromaanse talen → Romaanse talen → Italische talen → Indo-Europese talen
- Baltische talen → Balto-Slavische talen → Indo-Europese talen
- Balto-Slavische talen → Indo-Europese talen
- Bantoetalen → Niger-Congotalen
- Baritotalen → Malayo-Polynesische talen → Austronesische talen
- Benue-Congotalen → Niger-Congotalen
- Berbertalen → Afro-Aziatische taalfamilie
- Bodische talen → Tibeto-Birmaanse talen → Sino-Tibetaanse talen
- Brythonische talen → Eiland-Keltische talen → Keltische talen → Indo-Europese talen
- Bununtalen → Austronesische talen

## C
- Caribische talen - hoofdfamilie
- Centraal-Luzon-talen → Filipijnse talen → Malayo-Polynesische talen → Austronesische talen
- Centraal-Oostelijke talen → Malayo-Polynesische talen → Austronesische talen
- Centrale Oost-Formosaanse talen → Formosaanse talen → Austronesische talen
- Chibchatalen - hoofdfamilie
- Chinese talen → Sino-Tibetaanse talen
- Circassische groep → Abchazo-Adygese taalfamilie

## D
- Dené-Kaukasische talen - hypothetisch
- Dravidische talen - hoofdfamilie

## E
- Eiland-Keltische talen → Keltische talen → Indo-Europese talen
- Eskimo-Aleoetische talen - hoofdfamilie
- Euraziatische talen - hypothetisch

## F
- Filipijnse talen → Malayo-Polynesische talen → Austronesische talen
- Fins-Oegrische talen → Oeraalse talen
- Fins-Permische talen → Fins-Oegrische talen → Oeraalse talen
- Fins-Samische talen → Fins-Wolgaïsche talen → Fins-Oegrische talen → Oeraalse talen
- Fins-Wolgaïsche talen → Fins-Oegrische talen → Oeraalse talen
- Formosaanse talen → Austronesische talen

## G
- Gallo-Romaanse talen → West-Romaanse talen → Italo-Westelijke talen → Romaanse talen → Italische talen → Indo-Europese talen
- Gbe-talen → Kwa-talen → Volta-Nigertalen → Atlantische Congotalen → Niger-Congotalen
- Geelvinkbaaitalen - hypothetisch
- Germaanse talen → Indo-Europese talen
- Goidelische talen → Eiland-Keltische talen → Keltische talen → Indo-Europese talen
- Gunwinyguan-talen

## H
- Hmong-Mientalen
- Hokantaalfamilie - hypothetisch

## I
- Ibero-Romaanse talen → West-Romaanse talen → Italo-Westelijke talen → Romaanse talen → Italische talen → Indo-Europese talen
- Indo-Arische talen → Indo-Iraanse talen → Indo-Europese talen
- Indo-Europese talen - hoofdfamilie
- Indo-Iraanse talen → Indo-Europese talen
- Indo-Pacifische talen - hypothetisch
- Iraanse talen → Indo-Iraanse talen → Indo-Europese talen
- Irokese talen - hoofdfamilie
- Italische talen → Indo-Europese talen
- Italo-Westelijke talen → Romaanse talen → Italische talen → Indo-Europese talen

## J
- Joekagierse talen → wsch. Oeraalse talen

## K
- Kam-Taitalen → Tai-Kadaitalen
- Kartvelische talen - zie Zuid-Kaukasische talen
- Kaukasische talen - geografische familie bestaande uit Abchazo-Adygese taalfamilie, Nach-Dagestaanse talen en Zuid-Kaukasische talen
- Keltische talen → Indo-Europese talen
- Khoisantalen - hoofdfamilie
- Koesjitische talen → Afro-Aziatische taalfamilie

## M
- Macro-Pama-Nyungaanse talen - hypothetisch
- Malayo-Polynesische talen → Austronesische talen
- Mayatalen - hoofdfamilie
- Miao-Yaotalen → wsch. Sino-Tibetaanse talen
- Mixe-Zoquetalen - hoofdfamilie
- Mongoolse talen - hoofdfamilie, evt. Altaïsche talen

## N
- Nach-Dagestaanse talen - hoofdfamilie
- Na-Denétalen - hoofdfamilie
- Ngunitalen → Bantoetalen → Niger-Congotalen
- Niger-Kordofaniaanse talen → Kordofaniaanse talen → Niger-Congotalen
- Nilo-Saharaanse talen - hoofdfamilie
- Noordelijke Oost-Formosaanse talen → Formosaanse talen → Austronesische talen
- Noord-Germaanse talen → Germaanse talen → Indo-Europese talen
- Noord-Kaukasische talen - hypothetisch
- Noord-Slavische talen - aanduiding voor Oost-Slavische talen en West-Slavische talen samen; ook wel gebruikt voor een groep kunsttalen
- Noordwest-Kaukasische taalfamilie - zie Abchazo-Adygese taalfamilie
- Nostratische talen - hypothetisch

## O
- Ob-Oegrische talen → Oegrische talen → Fins-Oegrische talen → Oeraalse talen
- Occitano-romaans →  Gallo-Romaanse talen → Romaanse talen → Indo-Europese talen
- Oegrische talen → Fins-Oegrische talen → Oeraalse talen
- Oeraalse talen - hoofdfamilie
- Oeral-Altaïsche talen - hypothetisch
- Oost-Formosaanse talen → Austronesische talen
- Oost-Germaanse talen → Germaanse talen → Indo-Europese talen
- Oost-Slavische talen → Slavische talen → Balto-Slavische talen → Indo-Europese talen
- Oostzeefinse talen → Fins-Samische talen → Fins-Wolgaïsche talen → Fins-Oegrische talen → Oeraalse talen
- Otomanguetalen - hoofdfamilie

## P
- Paiwanische talen → Formosaanse talen → Austronesische talen
- Pama-Nyungaanse talen - hoofdfamilie
- Dyirbalaanse talen → Pama-Nyungaanse talen
- Penutische talen - hypothetisch

## R
- Romaanse talen → Italische talen → Indo-Europese talen

## S
- Salishtalen - hoofdfamilie
- Samojeedse talen → Oeraalse talen
- Semitische talen → Afro-Aziatische taalfamilie
- Sino-Tibetaanse talen - hoofdfamilie
- Siouan-Catawbantalen - hoofdfamilie
- Slavische talen → Balto-Slavische talen → Indo-Europese talen

## T
- Tai-Kadaitalen - hoofdfamilie
- Tai-talen → Tai-Kadaitalen
- Tankische talen → Pama-Nyungaanse talen
- Tibetaanse talen → Tibeto-Birmaanse talen → Sino-Tibetaanse talen
- Tochaarse talen → Indo-Europese talen
- Toengoezische talen - hoofdfamilie, evt. Altaïsche talen
- Totonaakse talen - hoofdfamilie
- Tsjoektsjo-Kamtsjadaalse talen - hoofdfamilie
- Tsouïsche talen → Austronesische talen
- Tupitalen - hoofdfamilie
- Turkse talen - hoofdfamilie, evt. Altaïsche talen
- Tyrreense talen - hoofdfamilie

## U
- Uto-Azteekse talen - hoofdfamilie

## V
- Vasteland-Keltische talen → Keltische talen → Indo-Europese talen
- Volta-Nigertalen → Atlantische Congotalen → Niger-Congotalen

## W
- West-Germaanse talen → Germaanse talen → Indo-Europese talen
- West-Romaanse talen → Italo-Westelijke talen → Romaanse talen → Italische talen → Indo-Europese talen
- West-Slavische talen → Slavische talen → Balto-Slavische talen → Indo-Europese talen

## Y
- Yuma-Cochimítalen - hoofdfamilie
- Yolŋu Matha - Pama-Nyungaanse talen

## Z
- Zuid-Kaukasische talen - hoofdfamilie
- Zuidwest-talen → Formosaanse talen → Austronesische talen
- Zuid-Slavische talen → Slavische talen → Balto-Slavische talen → Indo-Europese talen